# Tord Jöran Hallberg
Tord Jöran Hallberg, född 1 mars 1937 i Osby, Skåne, död 2 september 2015 i Linköping, var en svensk datavetare, datoringenjör och datahistoriker.
Han intresserade sig i 15-årsåldern för amatörradio, studerade elektroteknik vid Chalmers och blev civilingenjör 1962. Efter examen arbetade han 1963–72 på Saabs dataavdelning, sedermera Datasaab, där han först utvecklade kärnminnet i Saabs andra civila dator D22, sedan arbetade vid staben för långsiktig planering och slutade som projektledare (1 januari–15 september 1972) för D23, Saabs sista dator på "tunga linjen".
Tord Jöran Hallberg var därefter 1972–1997 universitetslektor i datorteknik vid Linköpings universitet. Han skrev under den tiden flera läroböcker och populärvetenskapliga böcker i digital- och datorteknik och deltog i införandet av Sveriges första civilingenjörsutbildning i datateknik (D-linjen). Han var formellt projektledare för den första svenska persondatorn LYS-16.
Han har även medverkat med artiklar i bland andra Nationalencyklopedin, Östgöta Correspondenten, Linköpings universitets interntidskrifter, Daedalus och Osby hembygdsförenings årsbok. Som pensionär har han deltagit i uppbyggnaden av datormuseet IT-ceum i Linköping. Som datahistoriker utgav han 2007 boken IT-gryning – svensk datahistoria från 1840- till 1960-talet.